# Camaridium suaveolens
Camaridium suaveolens är en orkidéart som först beskrevs av Barringer, och fick sitt nu gällande namn av Mario Alberto Blanco. Camaridium suaveolens ingår i släktet Camaridium och familjen orkidéer.
Artens utbredningsområde är Costa Rica. Inga underarter finns listade i Catalogue of Life.